# Wallyson
Wallyson Ricardo Maciel Monteiro (Macaíba, 17 de octubre de 1988) es un futbolista brasileño que juega como delantero. Actualmente se encuentra sin equipo tras su paso en el ABC Futebol Clube del Campeonato Brasileño de Serie B.

## Trayectoria
Wallyson comenzó su carrera en ABC, y rápidamente se convirtió en el ídolo de su afición cuando, con sólo 19 años de edad, anotó cuatro goles en el Campeonato Potiguar final de 2007, contra su mayor rival, América, ganando por 5-2. ABC ganó su campeonato estatal 49 en la historia y el jugador terminó el torneo como máximo goleador. Wallyson también fue un factor importante para el acceso ABC a la Serie B (segunda división nacional de Brasil) hacer que la meta para romper empate en el último partido de ABC en la competición contra el Bragantino, que garantiza el acceso del equipo. Fue considerado uno de los atractivos principales de esta competición. En 2008 fue traspasado al Atlético Paranaense, donde permaneció durante dos años, y ganó el Campeonato Paranaense en 2009, siendo elegido el jugador avance de esta competición. En el Atlético, que hizo su debut en la Serie A . El 29 de julio de 2010, el jugador fue presentado como refuerzo del Cruzeiro. El debut en el equipo tuvo lugar el 22 de agosto, en una derrota ante Vitória en un partido de la Serie A. El 15 de septiembre marcó su primer gol para el equipo en una victoria sobre el Guaraní, por 4-2.

## Clubes
| Club                | País   | Año       |
| ------------------- | ------ | --------- |
| ABC                 | Brasil | 2005-2007 |
| Atlético Paranaense | Brasil | 2007-2010 |
| Cruzeiro            | Brasil | 2010-2012 |
| São Paulo           | Brasil | 2013      |
| Bahia               | Brasil | 2013      |
| Botafogo            | Brasil | 2014      |
| Coritiba            | Brasil | 2015      |
| Santa Cruz          | Brasil | 2015-2016 |
| Vila Nova           | Brasil | 2017      |
| Vitória (cedido)    | Brasil | 2018      |
| CRB (cedido)        | Brasil | 2019-2020 |
| ABC                 | Brasil | 2021-2023 |

## Títulos
| Competición             | Equipo              | País   | Año                    |
| ----------------------- | ------------------- | ------ | ---------------------- |
| Campeonato Potiguar     | ABC (4)             | Brasil | 2007, 2018, 2020, 2022 |
| Campeonato Paranaense   | Atlético Paranaense | Brasil | 2009                   |
| Campeonato Mineiro      | Cruzeiro            | Brasil | 2011                   |
| Copa do Nordeste        | Santa Cruz          | Brasil | 2016                   |
| Campeonato Pernambucano | Santa Cruz          | Brasil | 2016                   |

### Distinciones individuales
| Distinción                                                  | Año        |
| ----------------------------------------------------------- | ---------- |
| Máximo goleador del Campeonato Potiguar (10 goles, 7 goles) | 2007, 2018 |
| Máximo goleador de la Copa Libertadores (7 goles)           | 2011       |
| Selección del Campeonato Potiguar                           | 2018       |